# Le Rakugo ou la vie
Le Rakugo ou la vie (昭和元禄落語心中, Shōwa Genroku rakugo shinjū, litt. « Shōwa, Genroku, le rakugo et double suicide ») est une série de mangas japonais écrite et dessinée par Haruko Kumota. La prépublication du manga a débuté dans le magazine ITAN de Kōdansha en 2010. La version française est éditée aux éditions Le Lézard noir, sous le titre Le Rakugo, à la vie, à la mort.
Le manga a reçu une première adaptation en deux OAV qui ont été publiés avec des éditions spéciales des septième et huitième volumes du manga, respectivement sorti le 6 mars et le 7 août 2015. Il a également été adapté en une série télévisée d'animation qui est diffusée entre le 9 janvier et le 2 avril 2016 ; une deuxième saison est diffusée entre le 7 janvier et le 25 mars 2017.

## Intrigue
Le jeune Yotarō vient d'être libéré de prison après courte peine pour un crime dont il ne sait rien. Comme il n'a pas de famille, il n'a nulle part où aller. Donc, il va directement au maître de rakugo Yakumo Yurakutei. En raison d'une série d'événements, Yotarō tombe amoureux de rakugo et il est déterminé à devenir un shunchi. Yakumo, qui ne prend jamais d'apprentis, accepte presque sans hésiter de transmettre son métier à Yotarō. Avec l'aide de Konatsu, une jeune femme vivant avec lui, ils commencent à lutter pour devenir le nouvel espoir de rakugo, qui semble disparaître lentement avec l'ère Shōwa. Alors que Yotarō fait la connaissance de son nouveau mentor et de sa grande sœur, il remarque des signes d'un passé sombre dans les deux. L'environnement du ménage devient très tendu et parfois effrayant. Or, aucune difficulté n'a d'importance pour le jeune Yotarō, car son regard est fixé sur leur avenir mutuel – l'avenir où il devient le maître de rakugo. 

## Personnages

### Personnages principaux
Huitième Génération Yakumo Yūrakutei (八代目 有楽亭 八雲, Hachidaime Yūrakutei Yakumo) / Kikuhiko (菊比古)
Voix japonaise : Akira Ishida
Drama : Masaki Okada
Comédie musicale : Yūta Furukawa
Yakumo Yurakuei est le nom du maître de Rakugo. A l'instant le huitième Yakugo est le seul maître du Rakugo encore en vie. Ce personnage est un homme aux cheveux gris qui normalement a des vêtements foncés typiquement japonais. Parfois, il porte une canne pour se soutenir. Quand il était plus jeune, il avait les cheveux noirs, mais il portait toujours la canne. Il obtient le nom de « Kikuhiko » quand il devient étudiant de Rakugo, plus précisément quand il était un zenza et un futatsume. Sukeroku insistait pour que Kikuhiko devienne le prochain Yakumo, parce que il maitrise mieux l'art de Rakugo. Pendant l'entrainement on commençait à l'appeler « Hatsaro ». Le septième Yakumo l'appelait « Bon ». Comme Kikuhiko avait ruiné sa jambe, il n'a pas pû continuer à danser et a dû arrêter. Sa mère était une geisha et Kikuhiko a appris des danses avec elle. Après la guerre, Kikuhiko commence à travailler comme garçon pour Hatsutaro et Yakumo. Quand Hatsutaro devient Sukeroku et commence à développer un problème d'alcool, Kikuhiko commence à réaliser que son style de Rakugo n'est pas le même que ce de Sukeroku. Après cette réalisation il recommence son Rakugo. Il commence par la suite une relation avec Miyokichi jusqu'au moment qu'il réalise qu'il n'a pas de vrais sentiments pour elle. À la suite de la mort de Sukeroku, Kikuhiko prend le nom de Yakumo et devient le tuteur légal de Konatsu, à la suite de la mort de ses parents. Le nom « Yakumo » est passé du dernier Yakumo à la personne suivante. Il n'est jamais clair combien de temps il pratique l'art.  
Deuxième Génération Sukeroku Yūrakutei (二代目 有楽亭 助六, Nidaime Yūrakutei Sukeroku) / Hatsutarō (初太郎)
Voix japonaise : Kōichi Yamadera
Drama : Ikusaburō Yamazaki
Comédie musicale : Ikusaburō Yamazaki
Sukeroku a été un pratiquant de l'art de rakugo. Sukeroku et Kikuhiko ont eu le même maître de rakugo, tandis que Sukeroku est plus vieux que Kikuhiko. Son style de rakugo n'était pas le meilleur, mais il avait beaucoup de passion pour le faire. Avant de commencer son entrainement en rakugo, son nom était « Shin-san ». Il a dû partir pour la guerre avec Yakumo, et les deux on réussit à revenir. Comme Sukeroku n'était pas conscient de l'argent qu'il gaspillait, il a dû vivre avec l'aide de Kikuhiko. Il fumait et buvait beaucoup et le plus il était célèbre, le plus il discutait avec les maîtres. Quand il a dit que l'ancienne manière de rakugo n'allait pas survivre beaucoup de temps, Yakumo lui a dit qu'il n'était pas digne du nom « Sukeroku » et il a été expulsé de l'Association de rakugo. Par la suite, il devient le père de Konatsu, qui l'aime beaucoup.
Troisième Génération Sukeroku Yūrakutei (三代目 有楽亭 助六, Sandaime Yūrakutei Sukeroku) / Yotarō (与太郎) / Kyōji (強次)
Voix japonaise : Tomokazu Seki
Drama : Ryō Ryūsei
Comédie musicale : Mario Kuroba
Yotarō Yurakutei est soi-disant le protagoniste du manga. Il vient de sortir de prison et il veut être apprenti chez Yakumo Yurakutei pour apprendre le Rakugo. Même si Yakumo ne prend pas souvent des apprentis, il a trouvé la détermination de Yotarō très surprenante et a accepté d'être son maître. Après des problèmes avec Yakumo, Yotarō est expulsé de sa maison, mais il réussit à revenir parce que Konatsu à supplier à Yakumo pour le laisser pratiquer le Rakugo. Yakumo accepte sous trois conditions. Yotarō doit maintenir l'art du Rakugo en vie, créer son propre style de Rakugo et ne pas mourir avant Yakumo.
Miyokichi (みよ吉) / Yurie (ユリエ)
Voix japonaise : Megumi Hayashibara
Drama : Aya Ōmasa
Comédie musicale : Rio Asumi
Miyokichi ou Yurie travaillait initialement comme geisha. Elle rencontre Sukeroku et Kikuhiko au théâtre. Après la promotion de Kikuhiko, elle commence à passer du temps avec lui et le soutient pendant ses performances. Après l'expulsion de Sukeroku de l'école, ils décident d'aller vivre à la campagne. C'est là où Sukeroku et Miyokichi ont leur fille Konatsu. Plus tard, elle et Sukeroku mourront, laissant Konatsu à la garde de Yakumo.
Konatsu (小夏)
Voix japonaise : Yū Kobayashi
Drama : Riko Narumi
Comédie musicale : Kaho Mizutani
Konatsu est la fille de Sukeroku et de Miyokichi et vie, après la mort de ses parents, sous garde de Yakumo. Konatsu est un personnage à caractère très fort. Elle se bat très souvent contre ce que Yakumo dit et veut, et ceci est aussi le cas vers des personnes qu'elle ne connait pas. Elle enseigne aussi du Rakugo. Elle a une bonne relation avec Yotarō, ce qui résulte avec les deux concevoir une petite fille Kayuki et possiblement Shinnosuke.

### Personnages secondaires
Eisuke Higuchi (樋口 栄助, Higuchi Eisuke)
Voix japonaise : Toshihiko Seki
Eisuke Higuchi, ou très souvent seulement Higuchi est un écrivain présent pendant l'apprentissage de Yotarō auprès de Yakumo. Il crée une bonne relation avec Yotarō au temps que celui-ci devient un « shinuchi ».
Matsuda (松田)
Voix japonaise : Shigeru Ushiyama
Comédie musicale : Yūta Kanai
Matsuda est le chauffeur et le majordome de Yakumo. Il travaille pour les Yakumos depuis le septième Yakumo. Matsuda est un homme vieux avec des cheveux gris et plutôt chauve. Il ne parle pas beaucoup, mais il est toujours là pour soutenir Yakumo et Sukeroku. Matsuda est son nom de famille, son prénom n'est pas précisé.
Quatrième Génération Mangetsu Tsuburaya (四代目 円屋 萬月, Yondaime Tsuburaya Mangetsu)
Voix japonaise : Kōji Yusa
Mangetsu raconte des histoires de Yotarō et il vient de Kyoto. Il avait cessé de pratiquer le Rakugo pendant un certain temps après la mort de son père.
Septième Génération Yakumo Yūrakutei (七代目 有楽亭 八雲, Nanadaime Yūrakutei Yakumo)
Voix japonaise : Hiroshi Yanaka
Drama : Mitsuru Hirata
Comédie musicale : Nakamura Baijaku II
Il est un conteur célèbre et est le professor de Kikuhiko et de Sukeroku.
Amaken (アマケン)
Voix japonaise : Kappei Yamaguchi
Il est un critique de Rakugo et un fan de Yakumo. Il a des cheveux noirs, et n'est pas un personnage très important dans le manga.
Ani-san (アニさん)
Voix japonaise : Shō Sudō
Bansai Tsuburaya (円屋 萬歳, Tsuburaya Bansai)
Voix japonaise : Chafurin
Shinnosuke (信之助)
Voix japonaise : Mikako Komatsu (enfant), Yūki Ono
Le fils de Konatsu qui admire beaucoup le Rakugo de Yakumo. Son père biologique n'est pas vraiment précis, mais il y a des indices que Yotarō est son père.
Koyuki (小雪)
Voix japonaise : Ayaka Asai
Koyuki est la fille de Konatsu et de Yotarō.

## Productions et supports

### Manga
Shōwa Genroku rakugo shinjū est prépublié dans le magazine ITAN de Kōdansha de 2010 à 2016 et a été compilé en 10 volumes. La série a été publiée en anglais sous le titre Descending Stories: Showa Genroku Rakugo Shinju par Kodansha Comics USA ; numériquement depuis le 17 janvier 2017 et physiquement depuis le 23 mai 2017.
La version française est éditée par Le Lézard noir avec une traduction de Cyril Coppini, un rakugoka français. La série, lancée en août 2021, est publiée en volumes doubles.

### Anime
Après le succès du manga, Shōwa Genroku rakugo shinjū a reçu une adaptation en une série télévisée d'animation. Le premier épisode est diffusé le 8 janvier 2016 et c'était un épisode spécial d'une heure. L'anime est produit par Studio DEEN et dirigée par Mamoru Hatakeyma avec musique de Kana Shibue.

### Drama
Le manga est adapté en série télévisée par NHK en 2018 ; le drama est diffusé du 12 octobre au 14 décembre de la même année. La distribution comporte notamment Masaki Okada (Kikuhiko), Ikusaburō Yamazaki (Sukeroku) et Riko Narumi (Konastu).

### Comédie musicale
En 2025, le manga est adapté en comédie musicale. Ikusaburō Yamazaki, à l'origine du projet, est de retour dans le rôle de Sukeroku. Yūta Furukawa s'illustre en Kikuhiko. La mise en scène est confiée à Shūichirō Koike.

## Accueil
Shōwa Genroku rakugo shinjū remporte le prix d'excellence dans la catégorie manga à la 17e édition de la Japan Media Arts Festival. Il a également reçu le 38e prix Kodansha Manga pour le meilleur manga général. De plus, le manga est nommé pour le 17e Prix culturel Osamu Tezuka, termine en quatrième place de la 5e édition du Grand prix du manga et en deuxième place du Kono Manga ga sugoi! 2012 dans la catégorie féminine et septième au Grand prix Comic Natalie 2013. Il remporte le « Prix de la nouveauté » du Prix culturel Osamu Tezuka 2017.